# 舞川亞郁
舞川亚郁（1988年8月17日—），本名吳亞郁，日本东京都出身，是一名台湾裔日本知名模特兒。雙親皆為台灣人，有一名哥哥。
根據本人於《アナザースカイ》（日本電視台，2013年5月24日）節目中表示，「あいく」（亞郁）這個稀有的名字為其本名，雙親皆來自台灣，父親留學日本後定居日本，母親原不懂日語，小時候與母親以中文交談故能聽懂中文。

## 概要
自2005年6月起於流行雜誌《Popteen》登場。2009年轉至《CanCam》旗下，2010年8月號為首次單獨封面。
2010年11月，與安座間美優、山本美月、土屋巴瑞季一同演出沐月的《YAY》音樂錄影帶。

## 活动履历

### 節目
- 《オモ☆さん》（朝日電視台，2007年）半固定來賓
- 《女神サーチ》（TBS，2009年 - 2010年）固定來賓
- 《全力☆が〜る》（每日放送，2011年9月21日）
- 《ジョシスタ》（札幌電視台，2012年10月4日 - ）固定來賓
- 《東京上級デート》（朝日電視台，2012年12月5日）#35 三軒茶屋
- 《アナザースカイ》（日本電視台，2013年5月24日）#237 故鄉台灣旅行

### 電視劇
- 《RICH MAN, POOR WOMAN》（富士电视台，2012年7月 - 9月）－饰演 立石リサ
- 《RICH MAN, POOR WOMAN》 in 纽约（富士电视台，2013年4月1日）

### 廣告
- 森永製菓『BAKE』
- MAC HOUSE（マックハウス）（2010年6月）

### 雜誌
- 《Popteen》（角川春樹事務所，2005年 - ）前專屬模特兒
- 《CanCam》（小學館，2009年1月號 - 2014年12月號）專屬模特兒

### 音樂錄影帶
- 沐月《YAY》（2010年）

### 其他
- 福岡市時尚大樓「天神CORE」2007年上半期宣傳大使

## 備註
1. ↑  . パール.   [2011-11-18]. （原始内容存档于2011-11-21） （日语）.
2. ↑  . ネットネイティブ. モデルプレス. 2013-05-25  [2013-05-25]. （原始内容存档于2019-12-08） （日语）.
3. ↑  . 舞川あいくオフィシャルブログ. アメーバブログ. 2010-08-26  [2011-11-18]. （原始内容存档于2013-10-22） （日语）.
4. ↑  . ネットネイティブ. モデルプレス. 2010-06-24  [2011-11-18] （日语）.[永久]
5. ↑  . oricon. 2010-11-22  [2011-11-18]. （原始内容存档于2013-02-03） （日语）.

## 外部連結
- PEARL經紀公司個人檔案
- 舞川亞郁：專屬模特兒 | CanCam.TV
- Aiku 舞川亞郁官方網誌 （页面存档备份，存于）
- 舞川亞郁的X（前Twitter）